# Wattwil
Wattwil est une commune suisse du canton de Saint-Gall, située dans la circonscription électorale de Toggenburg.

Photo aérienne prise à 200 m par Walter Mittelholzer (1919).

## Culture et patrimoine

### Héraldique
| Blason | Blasonnement : D'or à deux têtes et cols de licornes adossées d'azur. |

### Monuments et curiosités
- Le couvent « Sta. Maria der Engel ».